# The Lady Killer
The Lady Killer – trzeci solowy album piosenkarza Cee Lo Greena, wydany 9 listopada 2010 przez Elektra Records. W produkcji tego albumu uczestniczyło wielu znanych producentów jak The Smeezingtones z Bruno Marsem w składzie, Fraser T. Smith znany ze współpracy z Taio Cruzem czy Noel "Detail" Fisher. Z krążka pochodzi znany singel Fuck You!, który znalazł się na 17 pozycji w Billboard Hot 100.

## Lista utworów
Opracowano na podstawie:
1. The Lady Killer Theme (Intro)
2. Bright Lights Bigger City
3. Forget You
4. Wildflower
5. Bodies
6. Please (Feat. Selah Sue)
7. Satisfied
8. I Want You
9. Cry Baby
10. Fool For You (Feat. Phillip Bailey)
11. It’s OK
12. Old Fashioned
13. The Lady Killer Theme (Outro)
14. Fuck You